# Nationalpark Neusiedler See-Seewinkel
Nationalpark Neusiedler See-Seewinkel er en af 8 nationalparker i Østrig. Sammen med den ungarske nationalpark Fertö-Hanság Nemzeti danner den et ca. 300 km² stort naturbeskyttelsesområde øst og syd for Neusiedler See. Området omkring Neusiedler See er optaget på UNESCO's Verdensarvsliste og nationalparken er endvidere omfattet af Ramsar-konventionen for beskyttelse af vådområder. 
Syv kommuner (Andau, Apetlon, Illmitz, Neusiedl am See, Podersdorf, Tadten og Weiden) ligger delvis i nationalparken. Halvdelen af nationalparkens område er naturzone og den anden halvdel er kulturlandskab.

## Biotoper
Neusiedler See og Seewinkel er de vestligste udløbere af den ungarske lavslette, og sletten findes indenfor nationalparken. De forskellige biotoper i nationalparken er:
- Neusiedler See med sit op til 4 km brede sivbælte
- Saltsøer, som periodisk tørrer ud
- Sletteenge
- Små sandområder

## Flora og fauna
Neusiedler See er et af Europas mest betydende fuglereservater. Søens sivbælte og saltsøerne er vigtige områder for fuglene, og der ses omkring 320 fuglearter. Der findes fiskehejrer, Rørdrum, Hvidbrystet præstekrave, klyder og stortrapper. Endvidere findes den hvide stork på landsbyernes hustage.

## Turisme
Nationalparken tiltrækker mange turister, og der findes et informationscentrum i Illmitz, der har åbent året rundt. I visse dele af nationalparken må man kun bevæge sig på markerede veje og stier. Der findes mange udsigtstårne til bl.a. fuglekiggere.
Der gennemføres guidede ture i nationalparken.